# Верхньодніпровська міська територіальна громада
Верхньодніпровська міська територіальна громада — територіальна громада в Україні, у Кам'янському районі Дніпропетровської області. Адміністративний центр — місто Верхньодніпровськ.
Площа громади — 101,5 км², населення — 17 488 мешканців (2018).
Утворена 24 травня 2017 року шляхом об'єднання Верхньодніпровської міської ради та Першотравенської сільської ради Верхньодніпровського району. Голова об'єднаної громади, обраний в результаті місцевих виборів у жовтні 2017 року — Калініченко Леонід Вікторович.

## Населення

### Мова
Розподіл населення населених пунктів громади за рідною мовою за даними перепису 2001 року:
| Мова            | Чисельність | Відсоток |
| --------------- | ----------- | -------- |
| Українська      | 38 639      | 90.50%   |
| Російська       | 3 722       | 8.72%    |
| Білоруська      | 98          | 0.23%    |
| Румунська       | 73          | 0.18%    |
| Ромська         | 57          | 0.13%    |
| Вірменська      | 44          | 0.10%    |
| Угорська        | 5           | 0.01%    |
| Польська        | 3           | 0.01%    |
| Інші/Не вказали | 55          | 0.12%    |
| Разом           | 42 696      | 100%     |

## Населені пункти
До складу громади входять 1 місто (Верхньодніпровськ), 2 селища (Дніпровське, Новомиколаївка) і 45 сіл: 
- Авксенівка
- Андріївка
- Богодарівка
- Боровківка
- Бородаївка
- Бородаївські Хутори
- Братське
- Василівка
- Вільні Хутори
- Водяне
- Воєводівка
- Ганнівка
- Діденкове
- Дніпровокам'янка
- Домоткань
- Заполички
- Заріччя
- Зелене
- Зуботрясівка
- Івашкове
- Калужине
- Клин
- Корнило-Наталівка
- Кривоносове
- Матюченкове
- Миколаївка
- Мишурин Ріг
- Мости
- Новогригорівка
- Новоселівка
- Павлівка
- Павло-Григорівка
- Підлужжя
- Попівка
- Правобережне
- Пушкарівка
- Самоткань
- Солов'ївка
- Суслівка
- Тарасівка
- Томаківка
- Чепине
- Чубарівка
- Якимівка
- Ярок

## Старости населених пунктів
1. В.о.старости (села Пушкарівка), керівник Пушкарівського старостинського округу Верхньодніпровської міської ради - Редько Олександр Володимирович.
2. В.о. старости (сіл Богодарівка, Підлужжя, Тарасівка, Самоткань), керівник Богодарівського старостинського округу Верхньодніпровської міської ради - Кузнєцова Наталія Олександрівна.
3. В.о. старости (смт. Новомиколаївка, сіл Братське, Воєводівка, Чепине, Чубарівка) - Зеленський Володимир Іванович.
4. В.о. старости (с. Мишурин Ріг) - Швидка Алла Сергіївна.
5. В.о. старости (сіл Заріччя, Бородаївські Хутори, Домоткань, Корнило-Наталівка) -  Рєпка Олена Олексіївна.
6. В.о. старости (смт. Дніпровське) - н.д.
7. В.о. старости (сіл Дніпровокам'янка, Івашкове, Калужине, Павлівка, Суслівка) - Нор Валентина Василівна.
8. В.о. старости (сіл Ганнівка, Заполички, Клин, Мости, Новоселівка) - Шуть Валентина Іванівна.
9. В.о. старости (сіл Андріївка, Водяне, Діденкове, Зелене, Зуботрясівка, Кривоносове, Миколаївка, Солов'ївка, Томаківка) - Семенча Тетяна Михайлівна.
10. В.о. старости (сіл Бородаївка, Правобережне) - Ковальчук Тетяна Леонідівна.
11. В.о. старости (сіл Авксенівка, Боровківка, Вільні Хутори, Матюченкове, Павло-Григорівка, Ярок) - Середа Світлана Володимирівна.